# Wydrzy Głaz (Drawa)
Wydrzy Głaz – głaz narzutowy zlokalizowany w korycie Drawy, na wysokości wsi Sitnica (po przeciwnej niż wieś stronie nurtu), w pobliżu dawnej bindugi Święta Hala Południowa.
Głaz posiada obwód 14,2 metra i jest największym tego rodzaju obiektem na terenie Drawieńskiego Parku Narodowego. Dostęp do głazu możliwy jest zarówno z lądu, jak i z kajaka, podczas spływu Drawą. Dojście zapewnia  czerwony szlak turystyczny z Głuska lub Drawna. Z głazem wiążą się legendy świętojańskie.